# روتبولسپیتز
روتبولسپیتز (به لاتین: Rotbüelspitz) یک کوه در سوئیس است که در Klosters واقع شده‌است. روتبولسپیتز ۲٬۸۵۲ متر بالاتر از سطح دریا واقع شده‌است.